# Palaisioscaria
Palaisioscaria is een geslacht van rechtvleugeligen uit de familie doornsprinkhanen (Tetrigidae). De wetenschappelijke naam van dit geslacht is voor het eerst geldig gepubliceerd in 1936 door Günther.

## Soorten
Het geslacht Palaisioscaria omvat de volgende soorten:
- Palaisioscaria calosoma Günther, 1934
- Palaisioscaria frenatum Günther, 1938
- Palaisioscaria serena Günther, 1938